# Jubiläumszuwendung
Die Jubiläumszuwendung ist eine Sondervergütung für einen Mitarbeiter, der bei einem Arbeitgeber ein rundes Jubiläum feiert. Diese fällt je nach Unternehmen in sehr unterschiedlicher Höhe aus.
Die Höhe der Jubiläumszuwendung ist vielfach in Tarifverträgen geregelt. Für Beamte des Bundes gilt die Verordnung über die Gewährung von Jubiläumszuwendungen an Beamte und Richter des Bundes.

## Steuerliche Behandlung
Bei der Zahlung der Jubiläumsgabe handelt es sich um eine sog. „Vergütung für eine mehrjährige Tätigkeit“. Diese ist nach § 39b Abs. 3 S. 9 Einkommensteuergesetz (EStG) nach einem gesonderten Verfahren zu besteuern, welches im Einzelfall zu einem günstigeren Steuersatz für diese Zahlung führen kann.
Die Jubiläumszuwendungen war früher im Rahmen von Freigrenzen nach § 3 Nr. 52 EStG a.F. steuerfrei. Diese Regelung wurde ersatzlos gestrichen.

## Jubiläumszuwendungen als betriebliche Übung
Gemäß der Rechtsprechung des Bundesarbeitsgerichtes reicht es für die Klassifizierung der Jubiläumszuwendungen als betriebliche Übung nicht aus, dass innerhalb der letzten 3 Jahre Mitarbeiter diese Zahlungen erhalten haben. Bei unregelmäßigen Zahlungen dieser Art kann der Arbeitgeber unter bestimmten Umständen diese Zahlungen für künftige Jubiläen kürzen oder streichen.

## Jubiläumszuwendungen im öffentlichen Dienst (Bund)
Angehörigen des öffentlichen Dienstes im Status Beamter, Soldat oder Richter werden nach 25, 40 und 50 Jahren Dienstzeit eine Dankurkunde ausgehändigt und eine Jubiläumszuwendung nach der Dienstjubiläumsverordnung des Bundes gewährt:
1. nach 25 Jahren – 350 Euro
2. nach 40 Jahren – 500 Euro
3. nach 50 Jahren – 600 Euro

## Jubiläumszuwendung in Bayern
Auszug aus der Verordnung über die Gewährung von Jubiläumszuwendungen an Beamte und Richter (Jubiläumszuwendungsverordnung – JzV)

„§ 1
Jubiläumszuwendung
(1) 1 Die Beamten des Staates, der Gemeinden und der sonstigen unter der Aufsicht des Staates stehenden Körperschaften, Anstalten und Stiftungen des öffentlichen Rechts erhalten bei Vollendung einer Dienstzeit von 25, 40 und 50 Jahren eine Jubiläumszuwendung und eine Dankurkunde. 2 Zusätzlich kann eine Dienstbefreiung im Umfang von zwei Arbeitstagen unter Fortgewährung der Leistungen des Dienstherrn gewährt werden. 3 Die Gemeinden, Landkreise, Bezirke und die sonstigen unter der Aufsicht des Staates stehenden Körperschaften, Anstalten und Stiftungen des öffentlichen Rechts können von der Aushändigung einer Dankurkunde absehen.
(2) Für Richter gelten die Vorschriften dieser Verordnung entsprechend.
§ 2
Höhe der Jubiläumszuwendung
Die Jubiläumszuwendung beträgt
1. bei einer Dienstzeit von 25 Jahren 300,- Euro,
2. bei einer Dienstzeit von 40 Jahren 400,- Euro,
3. bei einer Dienstzeit von 50 Jahren 500,- Euro.“